# Ursina (Pensilvania)
Ursina es un borough ubicado en el condado de Somerset en el estado estadounidense de Pensilvania. En el año 2000 tenía una población de 254 habitantes y una densidad poblacional de 132.9 personas por km².

## Geografía
Ursina se encuentra ubicado en las coordenadas 39°49′0″N 79°19′52″O / 39.81667, -79.33111.

## Demografía
Según la Oficina del Censo en 2000 los ingresos medios por hogar en la localidad eran de $20,625 y los ingresos medios por familia eran $31,071. Los hombres tenían unos ingresos medios de $21,023 frente a los $15,208 para las mujeres. La renta per cápita para la localidad era de $11,814. Alrededor del 27.6% de la población estaba por debajo del umbral de pobreza.